# 趙祖朝
趙祖朝（？—？），字宗正，號新菴（或心菴），浙江金華府東陽縣人，民籍，明朝政治人物。

## 生平
嘉靖二十二年（1543年）癸卯科浙江鄉試第二十七名舉人。嘉靖三十二年（1553年）中式癸丑科會試第二十二名，二甲第二十名進士。礼部观政，授直隶泰州知州，升刑部员外郎。

## 家族
曾祖趙大錦，監生；祖父趙為濂；父趙繼宋，封刑部員外郎。母吳氏（封安人）。兄趙祖庶、趙祖元（山西佥事）、弟趙祖鵬（同科进士）、趙祖薦、趙祖昭，俱监生；趙祖述（丙午举人）、趙祖舄（壬子举人）、趙祖烽、趙祖忠、趙祖亨。